# Henlea nasuta
Henlea nasuta är en ringmaskart som först beskrevs av Eisen 1878.  Henlea nasuta ingår i släktet Henlea och familjen småringmaskar. Arten är reproducerande i Sverige. Inga underarter finns listade i Catalogue of Life.